# Edinburgh Challenger 1997
L'Edinburgh Challenger 1997 è stato un torneo di tennis facente parte della categoria ATP Challenger Series nell'ambito dell'ATP Challenger Series 1997. Il torneo si è giocato a Edimburgo in Gran Bretagna dall'1 al 7 settembre 1997 su campi in terra verde.

## Vincitori

### Singolare
Dinu Pescariu ha battuto in finale  Andrea Gaudenzi con il punteggio di 4–6, 7–5, 6–1

### Doppio
Wayne Arthurs /  Grant Doyle hanno battuto in finale  Chris Haggard /  James Holmes con il punteggio di 4–6, 6–2, 6–2